# Нове Тюріно
Нове Тю́ріно (рос. Новое Тюрино) — село у складі Бугурусланського району Оренбурзької області, Росія.

## Населення
Населення — 31 особа (2010; 40 у 2002).
Національний склад (станом на 2002 рік):
- мордва — 40 %